# Vernines
Vernines is een gemeente in het Franse departement Puy-de-Dôme (regio Auvergne-Rhône-Alpes) en telt 362 inwoners (2004). De plaats maakt deel uit van het arrondissement Clermont-Ferrand.

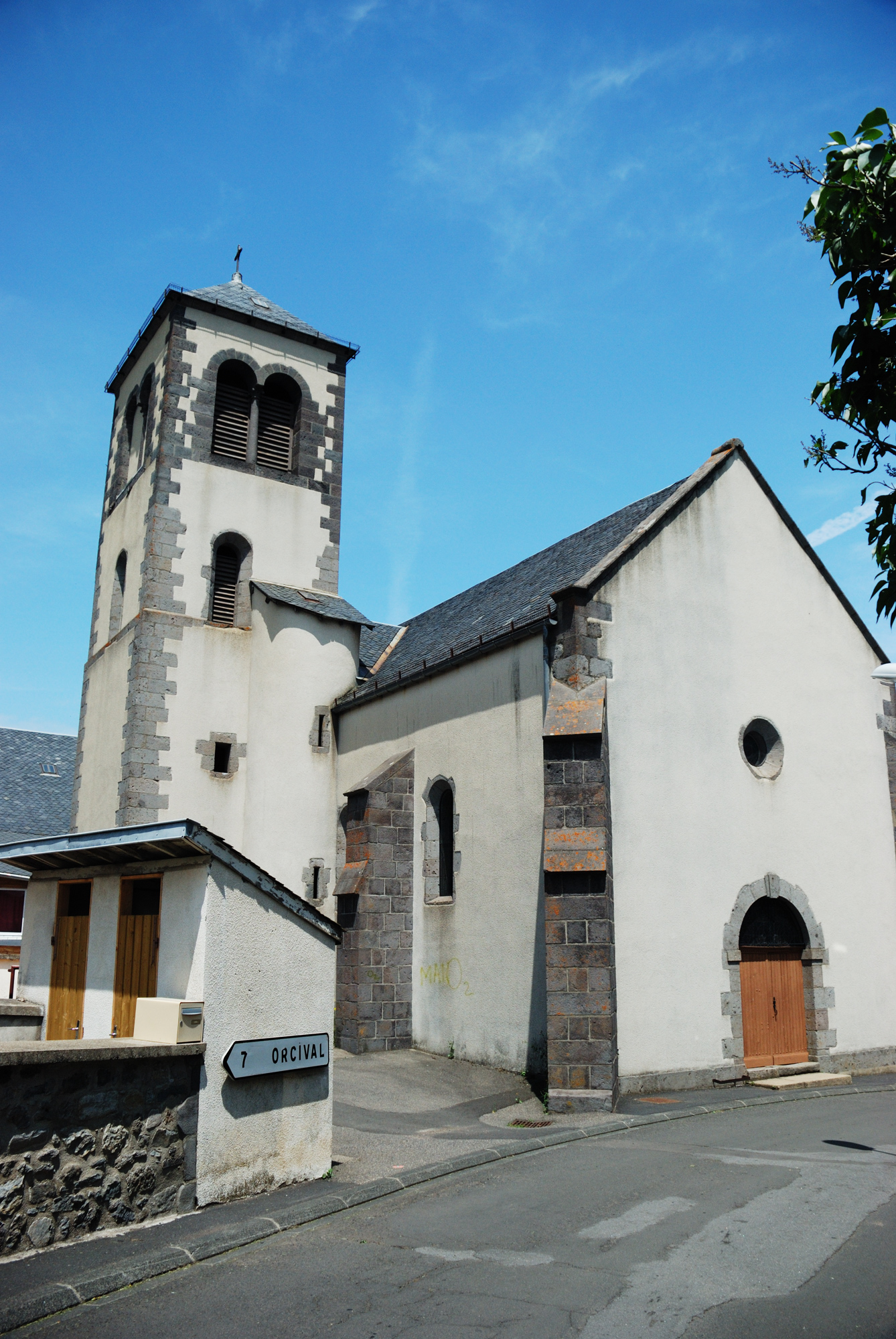

## Geografie
De oppervlakte van Vernines bedraagt 18,1 km², de bevolkingsdichtheid is 20,0 inwoners per km².
De onderstaande kaart toont de ligging van Vernines met de belangrijkste infrastructuur en aangrenzende gemeenten.

## Demografie
Onderstaande figuur toont het verloop van het inwonertal (bron: INSEE-tellingen).